# Captain Tsubasa IV: Pro no rival tachi
Captain Tsubasa IV: Pro no rival tachi (キャプテン翼Ⅳ プロのライバルたち?, Kyaputen Tsubasa IV Puro no raibairu tachi) è un videogioco di Capitan Tsubasa uscito per Super Nintendo Entertainment System nel 1993 solamente in Giappone.

## Modalità di gioco
A differenza di altri giochi di calcio, è una specie di videogioco di ruolo in cui il giocatore quando è vicino a un avversario o se preme un tasto si ferma e può decidere con calma cosa fare a seconda se è in possesso o meno del pallone. Se è in possesso può dribblare, passare, tirare e fare una triangolazione. Se invece non è in possesso di palla ed è vicino ad un avversario può effettuare un tackle. Il portiere quando deve parare un tiro può decidere se afferrarlo o respingerlo di pugno. Se respinge di pugno avrà più probabilità di parare.
Il giocatore può effettuare i vari tiri speciali tipici del manga e dell'anime, però questi fanno calare di molto il numero di HP. Se il numero di HP è minore del numero di HP da spendere per effettuare il tiro speciale, il giocatore non può tirarlo, quindi si possono tirare pochi tiri speciali a partita. Se il numero di HP tende a zero il giocatore diventa scarso.